# Meade

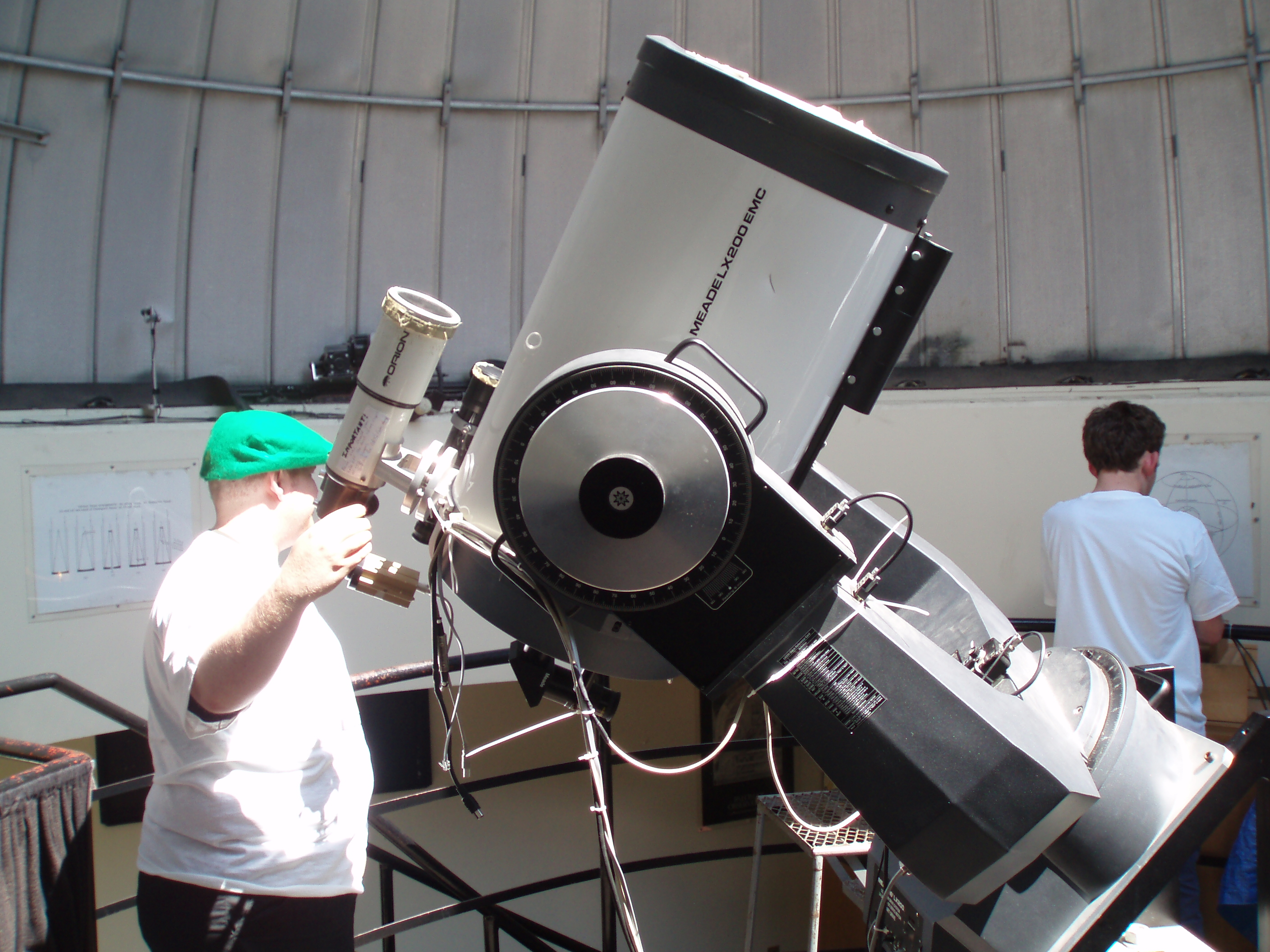
Телескоп-рефлектор Meade 16" f/10 LX200-ACF/GPS/UHTC системы Шмидт-Кассегрен с исправленной комой в Йоркском университете (Канада).

MEADE Instruments Corporation — американская компания, один из крупнейших изготовителей любительских телескопов в мире. Основана в 1972 году.

## Продукция
Meade производит и продаёт как небольшие телескопы для новичков, имеющие небольшую цену, так и весьма большие и мощные телескопы для профессионалов, вплоть до экстремально дорогих телескопов для частных обсерваторий, имеющих большую апертуру и проницание. Meade выпускает телескопы с апертурой от 40 до 500 миллиметров представленные следующими классами:
- Телескопы начального уровня — рефракторы, рефлекторы Ньютона, зеркально-линзовые телескопы системы Максутова с апертурой до 114 мм. Некоторые из них имеют упрощённую систему самонаведения с возможностью обновления базы данных и управления с компьютера.[2]

- Телескопы класса «Компактные» представлены светосильными рефракторами и зеркально-линзовыми телескопами системы Максутов-Кассегрен на американской (вилочной) монтировке. Имеют апертуру от 60 до 125 мм, оснащены системами самонаведения. Некоторые модели оснащены блоками с датчиками горизонта, севера и памятью времени.

- Телескопы экономкласса для опытных пользователей представлены ахроматическими рефракторами и зеркально-линзовыми телескопами системы Шмидт-Ньютона на немецкой (экваториальной) монтировке, оснащённой системой самонаведения с апертурой от 152 до 254 мм и рефлекторами Ньютона на монтировке Добсона с апертурой от 203 до 406 мм.

- Телескопы для продвинутых пользователей (российские дилеры используют термин «телескопы Hi-End класса») представлены зеркально-линзовыми инструментами системы Шмидт-Кассегрен (в том числе и с исправленной комой) на вилочной или немецкой монтировке. Имея апертуру от 203 до 508 мм, эти телескопы оснащены самыми совершенными системами самонаведения, блоками GPS, некоторые модели оснащены системой климат-контроля и системой удалённого доступа.

Помимо телескопов компания Meade производит множество астрономических аксессуаров, включая окуляры, линзы Барлоу, астрономические камеры, зрительные трубы для ландшафтных наблюдений.
Сборка и тестирование оптики MEADE производятся на заводах в Мексике и на Тайване, поставляется лидерами оптического производства континентального Китая. Работа по передовым оптическим технологиям — дорогостоящий процесс, но он позволяет компании оставаться одним из ведущих производителей в своей области.
Телескопы Meade используют в обсерваториях Ка-Дар, в Гавитаиме, Звенигородской обсерватории.
Компания имеет разветвлённую сеть представительств по всему миру. Имеется официальный представитель и в России.

## Слияния
В 1999 году MEADE Instruments Corporation приобретает немецкую компанию BRESSER, которая является одним из крупнейших поставщиков биноклей и телескопов экономкласса в Германии.
В 2004 году компания MEADE становится владельцем американских торговых марок Coronado (производство солнечных телескопов и фильтров), а также WEAVER, SIMMONS и REDFIELD (специализируются, в основном, на производстве охотничьих оптических прицелов и биноклей).